# Likejacking
Likejacking („Gefällt mir“-Entführung) ist eine Methode, um Besucher oder Mitglieder des sozialen Netzes Facebook durch den Klick auf eine (eventuell versteckte) Schaltfläche dazu zu veranlassen, unbeabsichtigt eine „Gefällt mir“-Aktion auszuführen. Durch diese Aktion wird eine Statusmeldung auf Facebook ausgegeben und gleichzeitig eine Seite unter der Kategorie „Gefällt mir“ eingestellt. Der Begriff Likejacking stammt aus einem Kommentar von Corey Ballou im Artikel How to „Like“ Anything on the Web (Safely). Vereinfacht ausgedrückt ist Likejacking eine Phishing-Variante für Facebook.

## Ablauf des Likejackings
Die „Like“-Schaltfläche folgt in der Regel versteckt dem Mauszeiger, sodass der Benutzer beim ersten Klick bereits die „Gefällt mir“-Aktion auslöst. Ist der Benutzer bereits mit seinem Browser bei Facebook angemeldet, wird der „Gefällt mir“-Status unmittelbar nach dem Fehlklick im Profil des Benutzers sofort angezeigt. Andernfalls führt der Klick zur Anmeldemaske von Facebook, die zur Anmeldung auffordert. Die durch Likejacking veränderte Statusanzeige des Benutzers wiederum kann dessen Freunde dazu veranlassen, diesen Link ebenfalls anzuklicken, wodurch sich der Betrug im Sinne eines Schneeballsystems weiter verbreitet.

## Gefahren
Die Gefahr des Likejackings besteht darin, dass Besucher auf eine Internetseite mit gefährlichen Inhalten gelockt werden können, die Sicherheitslücken im Browser ausnutzen. Wie beim klassischen Phishing kann das vom Ausspähen persönlicher Daten bis zur Kontoplünderung führen.

## Schutz
Mit der Browser-Erweiterung Adblock Plus kann Likejacking vollständig verhindert werden. Hierzu muss die Blockierregel https://www.facebook.com/plugins/like.php?* hinzugefügt werden.
Jedoch werden damit auch beabsichtigte „Gefällt mir“-Aktionen auf Drittseiten verhindert, „Gefällt mir“-Aktionen auf Facebook selbst sind davon nicht betroffen.